# دره جستی
دره جستی یک روستا در ایران است که در شهرستان سیرجان واقع شده‌است.